# ادواردو گودینیو فیلیپه دی سوزا
ادواردو گودینیو فیلیپه دی سوزا (به پرتغالی: Eduardo Godinho Felipe Souza) مهاجم اهل برزیل است که در شهر سائوپائولو و در تاریخ ۸ مارس ۱۹۸۱ به دنیا آمده‌است.
ادواردو گودینیو فیلیپه دی سوزا در تیم‌های فوتبال Barueri سابقهٔ حضور دارد.